# Waipahu
Waipahu ist ein Ort des Honolulu County auf der Insel Oʻahu im US-amerikanischen Bundesstaat Hawaii.

## Geographie
Das Zentrum von Honolulu ist 15 Kilometer in südöstlicher Richtung entfernt. Direkt im Süden des Ortes befinden sich die Buchten "West Loch" und "Middle Loch" sowie Pearl Harbor. Durch den Ort verläuft der Interstate H-1-Highway.

## Geschichte
Der Name Waipahu wurde aus den Worten „wai“ und „pahū“ der Ureinwohner gebildet und hat die Bedeutung „hervorquellendes Wasser“. Um 1845 wurde mit dem Anbau von Zuckerrohr begonnen, wozu viele Arbeitskräfte benötigt wurden. So wurden schlecht bezahlte Arbeiter bevorzugt aus Japan, China und insbesondere aus den Philippinen angeheuert. Die 1898 erbaute Zuckerfabrik der "Oahu Sugar Company" (OSCO) war der Hauptarbeitgeber. Sie stellte ihre Produktion nach fast hundertjähriger Tätigkeit im Jahre 1995 ein.
Heute gibt es in Waipahu zahlreiche Einkaufszentren und Sportstätten. Die Tourismusbranche gewinnt zunehmend an Bedeutung und beschäftigt bereits viele Menschen.

## Demographie
Der Zensus 2010 ergab eine Einwohnerzahl von 38.216 Personen mit einem Durchschnittsalter von 35,5 Jahren. Fast 67 % der Einwohner sind Nachkommen asiatischer Einwanderer, die zweitgrößte Gruppe besteht zu 15,6 % aus der Urbevölkerung Hawaiis und anderen Polynesiern, gemischtrassig sind 12,4 %, Hispanics 6,8 % und Weiße 3,7 % der Einwohner.

## Söhne und Töchter
- Danny Barcelona (1929–2007), Jazz-Schlagzeuger
- Nautica Thorn (* 1984), Pornodarstellerin und -regisseurin